# Дмитриева, Елизавета (кёрлингистка)
Елизаве́та Дми́триева (эст. Jelizaveta Dmitrijeva) — эстонская кёрлингистка.
В составе смешанной парной сборной Эстонии участник чемпионата мира мира 2011 (заняли девятнадцатое место). Чемпионка Эстонии среди женщин, смешанных команд и смешанных пар.
В «классическом» кёрлинге (команда из четырёх человек одного пола) в основном играла на позициях третьего и второго.

## Достижения
- Чемпионат Эстонии по кёрлингу среди женщин: золото (2012), серебро (2011), бронза (2010).[3]
- Чемпионат Эстонии по кёрлингу среди смешанных команд: золото (2012), серебро (2010).[3]
- Чемпионат Эстонии по кёрлингу среди смешанных пар: золото (2010).[3]

## Команды
| Сезон                                               | Четвёртый           | Третий              | Второй              | Первый            | Запасной                                              | Турниры                          |
| --------------------------------------------------- | ------------------- | ------------------- | ------------------- | ----------------- | ----------------------------------------------------- | -------------------------------- |
| 2009—10                                             | Viktoria Rudenko    | Елизавета Дмитриева | Niina Danilina      | Anna Dvorjaninova | Jelena Tolmatšova тренер: Vladimir Jakovlev           | ЧЭЖ 2010                         |
| 2010—11                                             | Майле Мёлдер        | Küllike Ustav       | Елизавета Дмитриева | Eve-Lyn Korka     | Kaja Liik-Tamm тренер: Эркки Лилл                     | ЧЭЖ 2011                         |
| 2011—12                                             | Майле Мёлдер        | Кристийне Лилл      | Küllike Ustav       | Kaja Liik-Tamm    | Eve-Lyn Korka, Елизавета Дмитриева тренер: Эркки Лилл | ЧЭЖ 2012                         |
| Кёрлинг среди смешанных команд (mixed curling)      |                     |                     |                     |                   |                                                       |                                  |
| 2009—10                                             | Eduard Veltsman     | Елизавета Дмитриева | Niina Danilina      | Anna Dvorjaninova | Janis Kiziridi, Михаил Власов                         | ЧЭСК 2010                        |
| 2011—12                                             | Эркки Лилл          | Майле Мёлдер        | Jaanus Lindre       | Küllike Ustav     | Eduard Veltsman, Елизавета Дмитриева                  | ЧЭСК 2012                        |
| Кёрлинг среди смешанных пар (mixed doubles curling) |                     |                     |                     |                   |                                                       |                                  |
| 2010—11                                             | Елизавета Дмитриева | Михаил Власов       |                     |                   | тренер: Vladimir Jakovlev (ЧМСП)                      | ЧЭСП 2010 · ЧМСП 2011 (19 место) |

(скипы выделены полужирным шрифтом)